# Bettel
Bettel är en ort i Luxemburg.   Den ligger i kantonen Canton de Diekirch och distriktet Diekirch, i den norra delen av landet, 30 kilometer norr om huvudstaden Luxemburg. Bettel ligger 209 meter över havet och antalet invånare är 223.
Terrängen runt Bettel är kuperad åt sydväst, men åt nordost är den platt. Bettel ligger nere i en dal.  Närmaste större samhälle är Ettelbruck, 11,7 kilometer sydväst om Bettel.
I omgivningarna runt Bettel växer i huvudsak blandskog. Runt Bettel är det ganska tätbefolkat, med 67 invånare per kvadratkilometer.